# Petrus Hofman Peerlkamp

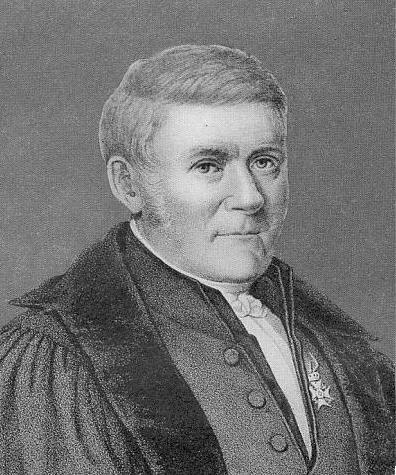
Petrus Hofman Peerlkamp

Petrus Hofman Peerlkamp auch: Peter Hofman Peerlkamp (* 2. Februar 1786 in Groningen; † 28. März 1865 in Hilversum) war ein niederländischer Klassischer Philologe.

## Leben
Der Sohn des Lehrers am Gymnasium in Groningen Rudolph Peerlkamp und dessen Frau Henrica Veenhorst hatte das Gymnasium seiner Heimatstadt besucht. 1801 begann er ein Studium an der Universität Groningen, wo er die Vorlesungen bei Jacobus de Rhoer (1722–1813), Johannes Ruardi (1746–1815), Jan Bosman (1750–1804) und Jacob Baart de la Faille (1757–1823) besuchte. Von Hendrik Sypkens (1738–1812) für die orientalischen Sprachen begeistert, beschäftigte er sich besonders mit der griechischen und lateinischen Literatur. 1803 wurde er Lehrer am Gymnasium in Haarlem, 1804 wurde er Rektor in Dokkum und 1816 Rektor des Gymnasiums in Haarlem. 1822 erhielt er eine Berufung als Professor der alten Literatur und allgemeinen Geschichte an der Universität Leiden. Dieses Amt trat er am 15. Juni 1822 mit der Rede de praecipua lege divinae Providentiae ab historico doctore observanda an.
Zudem beteiligte er sich an den organisatorischen Aufgaben der Leidener Hochschule und war 1838/39 Rektor der Universität. Diese Aufgabe legte er mit der Rede de perpetua, quae Acad. Leidensi cum gente Arausiaca intercessit, necessitudine etc. (Leiden 1840) nieder. Als Autor literarhistorischer und philologisch-kritischer Arbeiten machte sich Peerlkamp zu seiner Zeit einen Namen. Als Wegbereiter einer objektiven Methode der Textkritik gründete er mit John Bake und anderen die Bibliotheka critica nova. Peerlkamp war vom 20. Dezember 1819 bis zum 26. Oktober 1851 Mitglied des Königlich  Niederländischen Instituts der Wissenschaften in Amsterdam, Mitglied der Gesellschaft der niederländischen Literatur in Leiden und anderer Gelehrtengesellschaften. Er war auch Ritter des Ordens vom niederländischen Löwen. Am 14. Juni 1849 wurde er aus seiner Professur per königlichen Beschluss emeritiert, wurde dann in Hilversum heimisch, wo er schließlich nach langer Krankheit starb.
Peerlkamp war mit Sijtske Tjipkes Hiemstra verheiratet. Aus der Ehe sind drei Kinder bekannt: Henderica Peerlkamp, Anna Peerlkamp und Rudolph Harpert Peerlkamp.

## Schriften
- Vitae aliquot excellentium Batavorum. In usum scholarum. Haarlem 1806 (Online)
- Oratio de Xenophonte Ephesio; accedit in eundem observationum criticarum specimen. Haarlem 1806 (Online)
- Carmina quinque pertinentia ad calamitatem Leydensem. Groningen und Amsterdam 1807 (Online)
- Epistolae aliquot excellentium Batavorum,fasc. III. Haarlem 1808 (Online)
- Initia lectionum Graecarum in usum gymnasii Doccumensis. Groningen 1808
- Carmina quinque, dicata honori ac meritis Napoleontis magni. Groningen 1814
- Hugenii de vita propria sermo, libri II. Cum annotatione P.H.P. Belgicis versibus adumbravit A. Loosjes P.f. cum effig. Haarlem 1817
- Xenophontis Ephesii de Anthea et Habrocome Ephesiacorum Libri V; Graece et Latine, recensuit adnotationibus aliorum et suis illustravit P.H.P. Haarlem 1818 (Online)
- Annotatio in Vitam Constantini Hugenii. Haarlem 1821 (Online)
- Expositio quaestionis ab Academia Bruxellensi propositae. Brüssel 1822 (Online)
- Oratio de vita El. Ann. f. Borgeri, habita in III Class. Inst. Belg. Regii, Amsterdam 1824 (Online)
- Carmen recitatum in aede S. Petri A.D. VIII Februarii Anno a condita Leidensi Academia Quinquagesimo et Ducentesimo. Leiden 1825 (Online)
- Liber de vita, doctrina et facultate Neerlandorum, qui Carmina Latina composuerunt. Haarlem 1838 (Online)
- Tacitus de vita Agricolae. ed. P.H.P.Leiden 1827
- Carmen elegiacum et Novum carm. Lat. dicatum Collegio spei Nauticae. Amsterdam 1831, 1832
- Oratio habita Leidae auspicandis lectionibus. Leiden 1831
- Horatii Carmina, recens. P.H.P. Haarlem 1834 (Online), Amsterdam 1862
- Oratio de perpetua Acad. Leidensis cum Gente Arausiaca necessitudine spectata in studiis Principum cet. Leiden 1841 (Online)
- Virgilii Aeneis. Ed. et annot. illustr. P.H.P.Leiden 1843 2. Bde. (1. Bd. Online)
- Horatii Epistola ad Pisones ed. P.H.P. Leiden 1845
- Horatii Satirae, rec. P.H.P. Amsterdam 1863 (Online)
- De vita et moribus R.J. Schimmelpenninck, i. lib. Den Haag und Amsterdam 1848
- Opmerkingen betreffende de Staten-Overzetting van de Evangeliën en Handel. der Apost. (namenlos herausgegeben)
- Hulde aan de nagedachtenis van A. Loosjes Pz., toegebragt door het Departement van Letterkunde van het Genootschap Oefening in Wetenschappen te Haarlem, 14 Maart 1818, durch P.H.P.C. de Koning Ldz., A. van der Willigen en H. Meijer Jr. Haarlem 1818.
- Voorrede voor H.G. Oosterdijk's Lierzangen van Horatius, in Nederd. verzen. Haarl. 1819.
- Levensberigt van zijn broeder, J. Venhuizen Peerlkamp, in Levensberigt d. Maatschappij v. Nederl. Letterk. 1865.
- Aurelii Propestii libri IV, Elegia XI. rec. et illustr. P.H.P. Ed. et praefatus est J.C.G. Boot. Amsterdam 1865 (Online)
- Hortensius over de opkomst en ondergang van Naarden, In: de Werken van het Historisch Genootschap te Utrecht, 1866